# Spartacus: Zeii Arenei
Spartacus: Zeii Arenei (Spartacus: Gods of the Arena) este un mini-serial de televiziune care a avut premiera la 21 ianuarie 2011 pe canalul Starz TV, fiind un prequel al serialului Spartacus. Prezintă personajul Gannicus (Dustin Clare), primul gladiator care devine Campion al orașului Capua reprezentând Casa Batiatus. În alte roluri apar John Hannah ca Batiatus, Lucy Lawless ca Lucretia, Peter Mensah ca Oenomaus, Nick E. Tarabay ca Ashur, Lesley-Ann Brandt ca Naevia, Antonio Te Maioha ca Barca și Manu Bennett ca Crixus. IGN a primit seria cu recenzii pozitive, mai ales finalul, dându-i nota 9,5/10 și catalogându-l "Incredibil".

## Lista episoadelor
1. "Past Transgressions", 21 ianuarie 2011
2. "Missio", 28 ianuarie 2011
3. "Paterfamilias", 4 februarie 2011
4. "Beneath the Mask", 11 februarie 2011
5. "Reckoning", 18 februarie 2011
6. "The Bitter End", 25 februarie 2011

## Legături externe
- Official site
- Spartacus: Zeii Arenei la Internet Movie Database
- en Spartacus: Gods of the Arena la TV.com